# Thalenessa digitata
Thalenessa digitata är en ringmaskart som beskrevs av McIntosh 1885. Thalenessa digitata ingår i släktet Thalenessa och familjen Sigalionidae.
Artens utbredningsområde är havet kring Nya Zeeland. Inga underarter finns listade i Catalogue of Life.